# Михайло Брунський
Михайло Валерійович Брунський (нар. 18 листопада 1986, м. Здолбунів, Рівненська область) — український співак і композитор, Заслужений артист України, професор, почесний доктор КНУТД. Автор електро-рок-опери «Орфей та Еврідіка назавжди». альтіно-контратенор.

## Біографічні дані
Народився 18 листопада 1986 року у Здолбунові на Рівненщині.
Протягом 1993—2001 років навчався в Здолбунівській ЗОШ № 6.
З 2001 по 2005 навчався у Рівненському музичному училищі при Рівненському Державному гуманітарному університеті на відділі хорового диригування. Диплом з відзнакою.
З 2005 по 2008 навчався у Київському Національному університеті культури та мистецтв. Магістр музичного мистецтва.
З 2008 по 2009 працював у центральному офісі Промінвестбанку м. Києва старшим спеціалістом мультимедійно-інформаційного відділу при Управлінні зв'язків з громадськістю.
З 2009 по 2016 працював в Асоціації діячів естрадного мистецтва.
З 2016 працював у Київському Національному університеті технології та дизайну організатором культурних заходів.
З 2017 і до нині працює в ОАЕ у м. Дубай у сфері сценічного мистецтва.
У 2018-2019 роках працював солістом Opera Dubai (Дубайської опери).
З 2021 працює на посаді доцента кафедри «Сценічного мистецтва» Київського Національного університету технологій та дизайну.
З 2022 працює на посаді професора кафедри «Сценічного мистецтва та культури» Київського Національного університету технологій та дизайну

## Творча та професійна діяльності
- У 2000—2001 роках, як соліст ВІА «Юність» при районному Будинку дітей та молоді, був абсолютним переможцем: районного та обласного конкурсів естрадної української пісні «Юна зірка» у виконавській та авторській номінаціях; призером у конкурсах «Веселі канікули осені» у Києві та «Україно, Зоре моя» у Донецьку.

За високу виконавську майстерність, сценічну культуру при виконанні сучасних українських пісень отримав Почесну грамоту відділу освіти Здолбунівської райдержадміністрації.
- 2001 року вступив у Рівненське музичне училище при Рівненському державному гуманітарному університеті.
- У 2003 році, коли співаку виповнилося 17, підписав свій перший спонсорський контракт з АТ "Рівнегаз" про запис чотирьох авторських пісень у професійній студії звукозапису.
- 2005 року закінчив відділ хорового диригування, отримавши диплом з відзнакою.

Під час навчання в Рівному, чотири роки поспіль брав активну участь в урядових та масових концертах області.
- Був солістом професійного хорового колективу «Воскресіння». Хор неодноразово запрошували для виступів на фестивалях у Бельгії, Німеччині, Польщі, Франції, Фінляндії та ін. країнах.
- На телеконкурсі молодих естрадних виконавців України в 2004 р. став переможцем Всеукраїнського телевізійного конкурсу-фестивалю «Прем'єр-Ліга».
- Управління культури Рівненської облдержадміністрації в 2004 р. оголосило подяку Михайлу за активну концертну діяльність, популяризацію професійного музичного мистецтва та відмінні успіхи у навчанні.
- З 2005 по 2008 роки навчався у Київському національному університеті культури і мистецтв на факультеті «Музичне мистецтво» за фахом «Сольний спів». Закінчив магістратуру при КНУКіМ, та здобув кваліфікацію магістра музичного мистецтва.
- У 21 р. підписав свій другий контракт з В. Матвієнком та Промінвестбанком на участь у святкових заходах банку та творчих вечорах В. Матвієнка а також написанню музики на вірші В. Матвієнка.
- У 2009 р. отримав пропозицію-контракт від Православної спільноти на запис двох аудіо альбомів за підтримки УПБ (Українського Професійного Банку). Аудіо альбом пісень на духовну тематику та аудіо альбом українських народних пісень в акустичній версії.

Характеристика голосу — контратенор-альтіно (один з найрідкісніших чоловічих голосів у світі).
- У 2005 р. став фіналістом телепроєкту «Шанс» на ТК «Інтер» (з піснею «Ямайка»).
- Після закінчення Університету був запрошений на роботу в «Промінвестбанк», на посаду провідного спеціаліста Управління зв'язків із громадськістю (2008 −2009 рр.).
- Брав участь в концертах: у Львові — Театр опери та балету, Драматичний театр ім. М.Заньковецької; в Івано-Франківську — драматичний театр ім. І.Франка; Луцьку — кіно-концертний зал «Промінь»; Донецьку — драматичний театр; та інших містах…
- Провів сольний концерт у м. Тернопіль — концертний зал «Березіль», та сольний концерт у м. Рівне — драматичний театр.
- У 2008—2009 рр. записав аудіо альбом «Кохана». А однойменна пісня з нього визнана найкращою піснею 2008 р. на Національному радіо, за кількістю слухацьких голосів.
- Був нагороджений дипломами лауреата Національного радіо за найкраще виконання прем'єри пісні за 2007 р. та 2008 р.

Часто виступає у концертах в Національному палаці мистецтв «Україна».
- У грудні 2009 р. завершилась робота над аудіо альбомом пісень на духовну тематику - “Ave Maria”
- 10 січня 2010 у м. Буча з піснею «Мамо - зоря вечорова» став абсолютним переможцем фестивалю «Прем'єра пісні — 2009», за що був нагороджений "Кубком Президента України" у сфері мистецтва;
- У 2010 записав аудіо-альбом «Що на серце лягло», до якого увійшли Українські народні пісні в акустичній версії.
- У 24 роки підписав контракт з українським представництвом американської компанії NSP про сприяння у популяризації творчості артиста.
- З 2011 по 2012 працює в жанрі поп-музики.
- Наприкінці 2012 року починає писати Електро-Рок-Оперу «Орфей та Еврідіка назавжди» “Orpheus and Eurydice foreve r” по античному давньогрецькому сюжету II ст.
- У 2015 році завершує написання музики до Електро-Рок-Опери.
- У 2016 відбувається довгоочікувана прем'єра у Київському Національному оперному театрі, яка проходить з аншлагом та успіхом. В цьому ж році проєкт був поставлений на сцені Львівського Національного оперного театру.
- У 2017 році, опера у новітньому жанрі поставлена на сцені Одеського Національного оперного театру. В цьому ж році спектакль у новій ностановці звучав двічі у концерт-холі Freedom у м. Києві.
- У 2017 нагороджений високою Державною нагородою, присвоєно почесне звання - Заслужений артист України.
- З 2017 р. працює у Об`єднаних Арабських Еміратах у м. Дубай у сфері сценічного мистецтва.
- У 2018 р. електро-рок-опера у зміненій постановці знову звучить у Національному театрі опери та балету м. Одеса. В цьому ж році рок опера звучить зі сцени Національного палацу мистецтв "Україна" м. Києва.
- У 33 р. М. Брунський у співпраці з О. Брунською підписують контракт з Dubai Opera. Проєкт “Orpheus and Eurydice forever” стає міжнародним, та був представлений виставами у опері міста Дубаї - Dubai Opera в ОАЕ. А також у місті Абу-Дабі (Abu Dhabi).
- У 2019 році Електро Рок Опреа зазнає повної жанрової трансфорції та стає Fantasy Opera, де актори взаємодіють із об'ємним відео зображенням. Прем'єра оновленого проєкту відбулася у Театрі на Подолі 26 та 27 грудня.
- У 2020 році Фентезі Рок Опера "Орфей та Еврідіка назавжди" у статусі резидентів неодноразово відбулася у Concert-Hall Freedom у м. Києві.
- У 2021 році проект був запрошений на один з найбільших оперних фестивалів Європи «Operafest Tulchyn», у м. Тульчин і своїм виступом закривав один із фестивальних днів.
- У 2021 присвоєно вчене звання - Професора університету.
- У 2022 Рішенням Вченої ради КНУТД присвоєно звання «Почесного доктора». Це звання за 93 роки існування КНУТД присвоювалося лише 10 разів.
- 2023 р. сольно виступає в опері м. Дубай на одному з найбільших фестивалів КНР - FAST WAY Gala.
- 14 січня 2024 р. Михаїл Брунський виступив в Дубайській опері, де вперше прозвучала українська пісня! "Нічко цікавая, нічко лукавая" настільки полюбилася глядачам, що найавторитетніше арабське медійне видання Khaleej Times згадало виконавця у статті, яка присвячена святкуванню 40 відносин між ОАЕ та КНР.

## Родина
В 2015 одружився з Оленою Брунською.

## Нагороди
- У 2010 співак став володарем Кубку Президента України.| Михайло Брунський Заслужений артист України |                                                                                                                                |
|                                             | |
|                                             | |
|                                             | |
|                                             | |
|                                             | |
|                                             | |
| Країна                                      | Україна |
| Тип                                         | почесне звання України |
| Підстава                                    | за високу виконавську майстерність, створення високохудожніх образів, вистав, за високе надбання культурно-мистецької спадщини |
| Нагородження                                | |
| Нагороджені:                                | |
| Черговість                                  | |
- У 2017 нагороджений високою Державною нагородою, присвоєно почесне звання - Заслужений артист України.[2]
- У 2021 присвоєно вчене звання - Професора університету.
- У 2022 присвоєно звання "Почесний доктор Київського національного університету технологій та дизайну".